# Philip Burton Moon

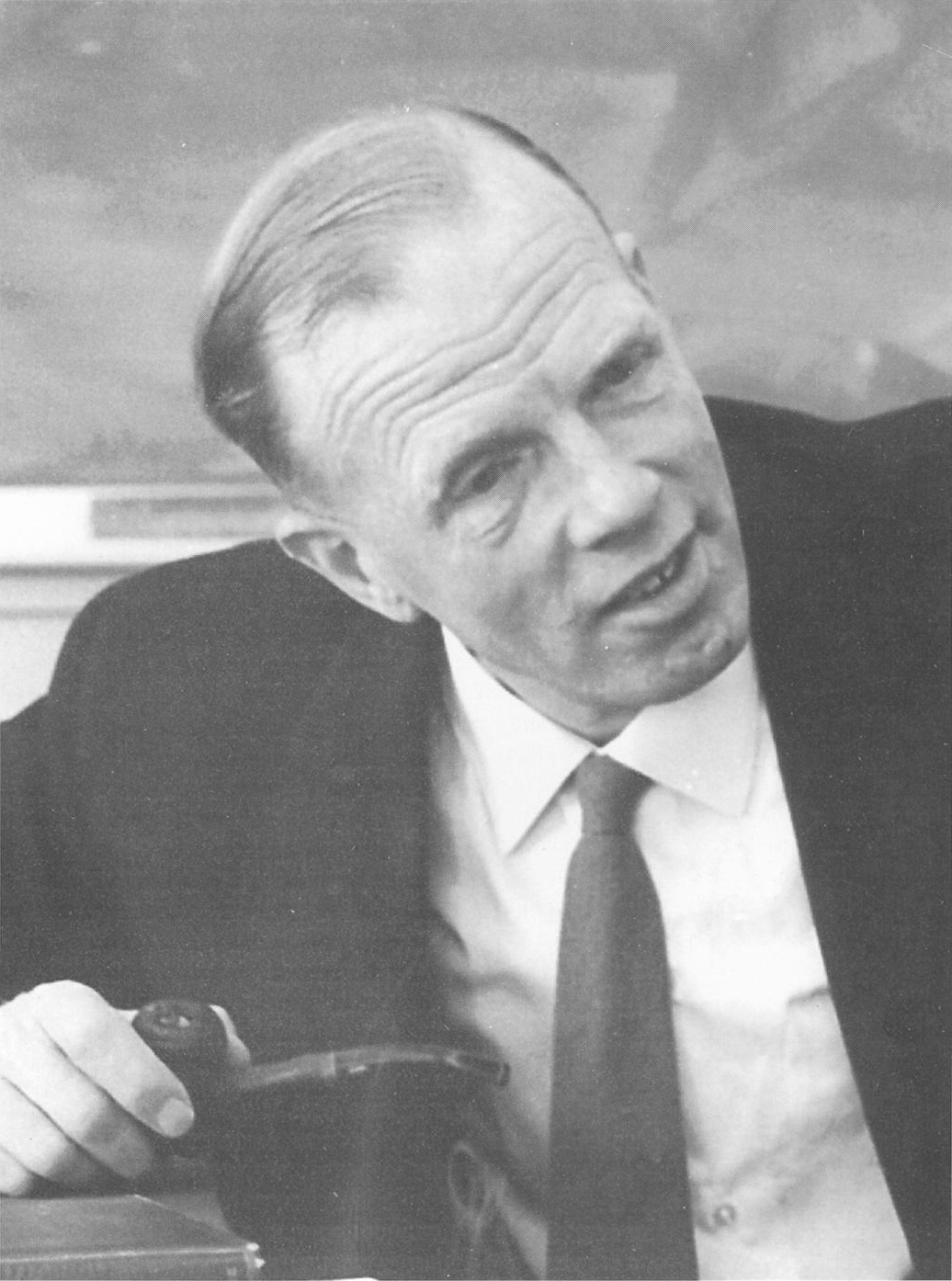
Philip Burton Moon in Los Alamos (1964)

Philip Burton Moon (* 17. Mai 1907 in Lewisham, heute Stadtteil von London; † 9. Oktober 1994) war ein britischer Physiker.

## Leben und Werk
Moon wurde 1907 als Sohn von Frederick Dolman Moon und dessen Frau Clara Charlotte (geb. Burton) geboren. Er erhielt seine Schulbildung an der Leyton County High School und studierte an der Universität Cambridge, wo er 1928 seinen Abschluss machte. Danach folgte eine Tätigkeit als Forscher im Cavendish-Laboratorium in Cambridge bei Marcus Oliphant. 1931 erhielt er eine Stelle als Assistent und 1934 als Dozent am Imperial College London. Nach der Entdeckung des Neutrons durch James Chadwick 1932 spezialisierte sich Moon bei George Paget Thomson auf das sich neu entwickelnde Gebiet der Neutronenphysik. 1938 erhielt Oliphant einen Ruf an die Universität Birmingham und Moon folgte seinem früheren Lehrer dorthin. In Birmingham arbeitete er mit anderen am Aufbau der dortigen Kernphysik.

Nach Ausbruch des Krieges konzentrierten sich die Arbeiten dort auf die kriegswichtige Forschung am neu entwickelten Radar. 1940/41 war Moon eines der Mitglieder der geheimen MAUD-Kommission, die die Möglichkeit des Baus einer Atombombe untersuchte und die Empfehlung zu deren Bau aussprach. Später war er auch Mitarbeiter am Tube-Alloys-Projekt. Ab 1943 arbeitete er in Los Alamos als Mitglied der britischen Delegation an der Konstruktion der ersten Atombombe mit. Nach dem Krieg erhielt er 1946 eine Professur und wurde, nachdem Oliphant 1950 wieder in sein Heimatland Australien zurückgekehrt war, dessen Nachfolger auf dem Lehrstuhl für Physik in Birmingham, wo er bis zu seiner Emeritierung 1974 tätig war.
Sein Hauptarbeitsgebiet war die Kernphysik, die Untersuchung chemischer Reaktionen mit Molekularstrahlen, und die Entwicklung von leistungsfähigen Zyklotronen. Er bewies in den 1930ern zusammen mit J. R. Tillman die Existenz „thermischer“ Neutronen.
Sein Nachlass wird an der Universität Birmingham aufbewahrt.

## Ehrungen
- Mitglied der Königlichen Akademie (Fellow of the Royal Society) 1947
- Rutherford Memorial Lecture 1975
- Hughes Medal 1991